# IBU-Junior-Cup 2018/19
Der IBU-Junior-Cup 2018/19 wurde zwischen dem 15. Dezember 2018 und dem 10. März 2019 ausgetragen. Es handelte sich um die vierte Austragung der höchsten, von der IBU organisierten, Rennserie für Juniorinnen und Junioren im Biathlon.
Höhepunkt der Saison waren die Biathlon-Juniorenweltmeisterschaften im slowakischen Osrblie. Diese Wettkämpfe flossen auch in die Wertung des IBU-Junior-Cups mit ein.

## Austragungsorte
| Osrblie |

| Les Rousses |

| Lenzerheide |

| Sjusjøen |

## Wettkampfkalender
| Datum                                   | Ort         | Wettkämpfe                                                      |
| --------------------------------------- | ----------- | --------------------------------------------------------------- |
| 10.–16. Dezember 2018                   | Lenzerheide | Einzel, Sprint                                                  |
| 17.–22. Dezember 2018                   | Les Rousses | Single-Mixed-Staffel, Mixed-Staffel, Sprint, Verfolgung         |
| 26. Januar – 3. Februar 2019 (JWM 2019) | Osrblie     | Einzel, Staffel, Sprint, Verfolgung                             |
| 23. Februar – 3. März 2019              | Sjusjøen 1  | Sprint, Sprint                                                  |
| 4. – 10. März 2019 (JEM 2019)           | Sjusjøen    | Einzel, Single-Mixed-Staffel, Mixed-Staffel, Sprint, Verfolgung |

## Juniorinnen
| 1. IBU-Junior-Cup in Lenzerheide, 10. – 16. Dezember 2018 | 1. IBU-Junior-Cup in Lenzerheide, 10. – 16. Dezember 2018 | 1. IBU-Junior-Cup in Lenzerheide, 10. – 16. Dezember 2018 | 1. IBU-Junior-Cup in Lenzerheide, 10. – 16. Dezember 2018 | 1. IBU-Junior-Cup in Lenzerheide, 10. – 16. Dezember 2018 |
| --------------------------------------------------------- | --------------------------------------------------------- | --------------------------------------------------------- | --------------------------------------------------------- | --------------------------------------------------------- |
| Datum                                                     | Disziplin                                                 | Erster Platz                                              | Zweiter Platz                                             | Dritter Platz                                             |
| 15. Dezember 2018 (Sa.)                                   | Einzel (12,5 km)                                          | Camille Bened                                             | Polina Schewnina                                          | Franziska Pfnür                                           |
| 16. Dezember 2018 (So.)                                   | Sprint (7,5 km)                                           | Paula Botet                                               | Hanna Kebinger                                            | Hanna-Michéle Hermann                                     |

| 2. IBU-Junior-Cup in Les Rousses, 17.–22. Dezember 2018 | 2. IBU-Junior-Cup in Les Rousses, 17.–22. Dezember 2018 | 2. IBU-Junior-Cup in Les Rousses, 17.–22. Dezember 2018 | 2. IBU-Junior-Cup in Les Rousses, 17.–22. Dezember 2018 | 2. IBU-Junior-Cup in Les Rousses, 17.–22. Dezember 2018 |
| ------------------------------------------------------- | ------------------------------------------------------- | ------------------------------------------------------- | ------------------------------------------------------- | ------------------------------------------------------- |
| Datum                                                   | Disziplin                                               | Erster Platz                                            | Zweiter Platz                                           | Dritter Platz                                           |
| 20. Dezember 2018 (Do.)                                 | Sprint (7,5 km)                                         | Anastassija Kaischewa                                   | Juliane Frühwirt                                        | Franziska Pfnür                                         |
| 21. Dezember 2018 (Fr.)                                 | Verfolgung (10 km)                                      | Juliane Frühwirt                                        | Anastassija Gorejewa                                    | Nina Zadravec                                           |

| 56. Biathlon-Juniorenweltmeisterschaften in Osrblie, 23. Februar–3. März 2019 | 56. Biathlon-Juniorenweltmeisterschaften in Osrblie, 23. Februar–3. März 2019 | 56. Biathlon-Juniorenweltmeisterschaften in Osrblie, 23. Februar–3. März 2019 | 56. Biathlon-Juniorenweltmeisterschaften in Osrblie, 23. Februar–3. März 2019 | 56. Biathlon-Juniorenweltmeisterschaften in Osrblie, 23. Februar–3. März 2019 |
| ----------------------------------------------------------------------------- | ----------------------------------------------------------------------------- | ----------------------------------------------------------------------------- | ----------------------------------------------------------------------------- | ----------------------------------------------------------------------------- |
| Datum                                                                         | Disziplin                                                                     | Erster Platz                                                                  | Zweiter Platz                                                                 | Dritter Platz                                                                 |
| 28. Januar 2019 (Mo.)                                                         | Einzel (12,5 km)                                                              | Fanqi Meng                                                                    | Juliane Frühwirt                                                              | Franziska Pfnür                                                               |
| 30. Januar 2019 (Mi.)                                                         | Staffel (3 × 6 km)                                                            | FrankreichCamille Bened Sophie Chauveau Lou Jeanmonnot                        | DeutschlandFranziska Pfnür Hanna Kebinger Juliane Frühwirt                    | SchwedenAmanda Lundström Annie Lindh Elvira Öberg                             |
| 2. Februar 2019 (Sa.)                                                         | Sprint (7,5 km)                                                               | Ekaterina Bech                                                                | Kamila Żuk                                                                    | Hanna Kebinger                                                                |
| 3. Februar 2019 (So.)                                                         | Verfolgung (10 km)                                                            | Ekaterina Bech                                                                | Hanna Kebinger                                                                | Sophie Chauveau                                                               |

| 3. IBU-Cup in Sjusjøen, 23. Februar–3. März 2019 | 3. IBU-Cup in Sjusjøen, 23. Februar–3. März 2019 | 3. IBU-Cup in Sjusjøen, 23. Februar–3. März 2019 | 3. IBU-Cup in Sjusjøen, 23. Februar–3. März 2019 | 3. IBU-Cup in Sjusjøen, 23. Februar–3. März 2019 |
| ------------------------------------------------ | ------------------------------------------------ | ------------------------------------------------ | ------------------------------------------------ | ------------------------------------------------ |
| Datum                                            | Disziplin                                        | Erster Platz                                     | Zweiter Platz                                    | Dritter Platz                                    |
| 1. März 2019 (Fr.)                               | Sprint (7,5 km)                                  | Amanda Lundström                                 | Milena Todorowa                                  | Anna Krywonos                                    |
| 2. März 2019 (Sa.)                               | Sprint (7,5 km)                                  | Anastassija Gorejewa                             | Milena Todorowa                                  | Hanna Kebinger                                   |

| 4. Offene Junioren-Europameisterschaften in Sjusjøen, 4–10. März 2019 | 4. Offene Junioren-Europameisterschaften in Sjusjøen, 4–10. März 2019 | 4. Offene Junioren-Europameisterschaften in Sjusjøen, 4–10. März 2019 | 4. Offene Junioren-Europameisterschaften in Sjusjøen, 4–10. März 2019 | 4. Offene Junioren-Europameisterschaften in Sjusjøen, 4–10. März 2019 |
| --------------------------------------------------------------------- | --------------------------------------------------------------------- | --------------------------------------------------------------------- | --------------------------------------------------------------------- | --------------------------------------------------------------------- |
| Datum                                                                 | Disziplin                                                             | Erster Platz                                                          | Zweiter Platz                                                         | Dritter Platz                                                         |
| 6. März 2019 (Mi.)                                                    | Einzel (12,5 km)                                                      | Camille Bened                                                         | Amanda Lundström                                                      | Franziska Pfnür                                                       |
| 9. März 2019 (Sa.)                                                    | Sprint (7,5 km)                                                       | Camille Bened                                                         | Gilonne Guigonnat                                                     | Juliane Frühwirt                                                      |
| 10. März 2019 (So.)                                                   | Verfolgung (10 km)                                                    | Juliane Frühwirt                                                      | Hanna Kebinger                                                        | Anastassija Kaischewa                                                 |

### Pokalwertungen Juniorinnen
| Endstand nach 12 Rennen (Top 10) |                       |        |       |
| \| Rang \| Name \| Punkte \| Siege \| \| ---- \| --------------------- \| ------ \| ----- \| \| 01 \| Hanna Kebinger \| 436 \| 0 \| \| 02 \| Juliane Frühwirt \| 393 \| 2 \| \| 03 \| Camille Bened \| 374 \| 3 \| \| 04 \| Ekaterina Bech \| 376 \| 2 \| \| 05 \| Anastassija Gorejewa \| 335 \| 1 \| \| 06 \| Franziska Pfnür \| 335 \| 0 \| \| 07 \| Anastassija Kaischewa \| 318 \| 1 \| \| 08 \| Gilonne Guigonnat \| 253 \| 0 \| \| 09 \| Anna Krywonos \| 251 \| 0 \| \| 10 \| Hanna-Michéle Hermann \| 247 \| 0 \| |                       |        |       |
| Rang | Name                  | Punkte | Siege |
| 01 | Hanna Kebinger        | 436    | 0     |
| 02 | Juliane Frühwirt      | 393    | 2     |
| 03 | Camille Bened         | 374    | 3     |
| 04 | Ekaterina Bech        | 376    | 2     |
| 05 | Anastassija Gorejewa  | 335    | 1     |
| 06 | Franziska Pfnür       | 335    | 0     |
| 07 | Anastassija Kaischewa | 318    | 1     |
| 08 | Gilonne Guigonnat     | 253    | 0     |
| 09 | Anna Krywonos         | 251    | 0     |
| 10 | Hanna-Michéle Hermann | 247    | 0     |

| Rang | Name                  | Punkte | Siege |
| ---- | --------------------- | ------ | ----- |
| 01   | Hanna Kebinger        | 251    | 0     |
| 02   | Anastassija Gorejewa  | 210    | 1     |
| 03   | Ekaterina Bech        | 208    | 1     |
| 04   | Camille Bened         | 196    | 1     |
| 05   | Anastassija Kaischewa | 192    | 1     |
| 06   | Milena Todorowa       | 172    | 0     |
| 07   | Gilonne Guigonnat     | 171    | 0     |
| 08   | Juliane Frühwirt      | 161    | 0     |
| 09   | Hanna-Michéle Hermann | 144    | 0     |
| 10   | Anna Krywonos         | 136    | 0     |

| Rang | Name                  | Punkte | Siege |
| ---- | --------------------- | ------ | ----- |
| 01   | Hanna Kebinger        | 144    | 0     |
| 02   | Juliane Frühwirt      | 142    | 2     |
| 03   | Ekaterina Bech        | 130    | 1     |
| 04   | Anastassija Kaischewa | 101    | 0     |
| 05   | Anastassija Gorejewa  | 092    | 0     |
| 06   | Franziska Pfnür       | 090    | 0     |
| 07   | Nika Vindišar         | 079    | 0     |
| 08   | Sophie Chauveau       | 077    | 0     |
| 09   | Hanna-Michéle Hermann | 067    | 0     |
| 10   | Joanna Jakieła        | 063    | 0     |

| Rang | Name                    | Punkte | Siege |
| ---- | ----------------------- | ------ | ----- |
| 01   | Franziska Pfnür         | 144    | 0     |
| 02   | Camille Bened           | 120    | 2     |
| 03   | Hanna Kebinger          | 104    | 0     |
| 04   | Juliane Frühwirt        | 090    | 0     |
| 05   | Amanda Lundström        | 081    | 0     |
| 06   | Anna Krywonos           | 065    | 0     |
| 07   | Paula Botet             | 063    | 0     |
| 08   | Fanqi Meng              | 060    | 1     |
| 09   | Ukaleq Astri Slettemark | 060    | 0     |
| 10   | Mari Wetterhus          | 059    | 0     |

| Endstand nach 14 Rennen (Top 10) |             |        |       |
| \| Rang \| Nation \| Punkte \| Siege \| \| ---- \| ----------- \| ------ \| ----- \| \| 01 \| Deutschland \| 4089 \| 0 \| \| 02 \| Frankreich \| 4008 \| 6 \| \| 03 \| Russland \| 3791 \| 4 \| \| 04 \| Ukraine \| 3343 \| 1 \| \| 05 \| Polen \| 3323 \| 0 \| \| 06 \| Italien \| 3280 \| 0 \| \| 07 \| Slowenien \| 3258 \| 1 \| \| 08 \| Tschechien \| 3144 \| 0 \| \| 09 \| Norwegen \| 3081 \| 0 \| \| 10 \| Österreich \| 2999 \| 0 \| |             |        |       |
| Rang | Nation      | Punkte | Siege |
| 01 | Deutschland | 4089   | 0     |
| 02 | Frankreich  | 4008   | 6     |
| 03 | Russland    | 3791   | 4     |
| 04 | Ukraine     | 3343   | 1     |
| 05 | Polen       | 3323   | 0     |
| 06 | Italien     | 3280   | 0     |
| 07 | Slowenien   | 3258   | 1     |
| 08 | Tschechien  | 3144   | 0     |
| 09 | Norwegen    | 3081   | 0     |
| 10 | Österreich  | 2999   | 0     |

## Junioren
| 1. IBU-Junior-Cup in Lenzerheide, 10. – 16. Dezember 2018 | 1. IBU-Junior-Cup in Lenzerheide, 10. – 16. Dezember 2018 | 1. IBU-Junior-Cup in Lenzerheide, 10. – 16. Dezember 2018 | 1. IBU-Junior-Cup in Lenzerheide, 10. – 16. Dezember 2018 | 1. IBU-Junior-Cup in Lenzerheide, 10. – 16. Dezember 2018 |
| --------------------------------------------------------- | --------------------------------------------------------- | --------------------------------------------------------- | --------------------------------------------------------- | --------------------------------------------------------- |
| Datum                                                     | Disziplin                                                 | Erster Platz                                              | Zweiter Platz                                             | Dritter Platz                                             |
| 15. Dezember 2018 (Sa.)                                   | Einzel (15 km)                                            | Patrick Braunhofer                                        | Sebastian Stalder                                         | Martin Bourgeois République                               |
| 16. Dezember 2018 (So.)                                   | Sprint (10 km)                                            | Wjatscheslaw Malejew                                      | Alex Cisar                                                | Pierre Monney                                             |

| 2. IBU-Junior-Cup in Les Rousses, 17.–22. Dezember 2018 | 2. IBU-Junior-Cup in Les Rousses, 17.–22. Dezember 2018 | 2. IBU-Junior-Cup in Les Rousses, 17.–22. Dezember 2018 | 2. IBU-Junior-Cup in Les Rousses, 17.–22. Dezember 2018 | 2. IBU-Junior-Cup in Les Rousses, 17.–22. Dezember 2018 |
| ------------------------------------------------------- | ------------------------------------------------------- | ------------------------------------------------------- | ------------------------------------------------------- | ------------------------------------------------------- |
| Datum                                                   | Disziplin                                               | Erster Platz                                            | Zweiter Platz                                           | Dritter Platz                                           |
| 20. Dezember 2018 (Do.)                                 | Sprint (10 km)                                          | Sebastian Stalder                                       | Martin Bourgeois République                             | Magnus Oberhauser                                       |
| 21. Dezember 2018 (Fr.)                                 | Verfolgung (12,5 km)                                    | Said Karimulla Chalili                                  | Wjatscheslaw Malejew                                    | Sebastian Stalder                                       |

| 56. Biathlon-Juniorenweltmeisterschaften in Osrblie, 23. Februar–3. März 2019 | 56. Biathlon-Juniorenweltmeisterschaften in Osrblie, 23. Februar–3. März 2019 | 56. Biathlon-Juniorenweltmeisterschaften in Osrblie, 23. Februar–3. März 2019         | 56. Biathlon-Juniorenweltmeisterschaften in Osrblie, 23. Februar–3. März 2019 | 56. Biathlon-Juniorenweltmeisterschaften in Osrblie, 23. Februar–3. März 2019 |
| ----------------------------------------------------------------------------- | ----------------------------------------------------------------------------- | ------------------------------------------------------------------------------------- | ----------------------------------------------------------------------------- | ----------------------------------------------------------------------------- |
| Datum                                                                         | Disziplin                                                                     | Erster Platz                                                                          | Zweiter Platz                                                                 | Dritter Platz                                                                 |
| 28. Januar 2019 (Mo.)                                                         | Einzel (15 km)                                                                | Martin Bourgeois République                                                           | Mikita Labastau                                                               | Danilo Riethmüller                                                            |
| 30. Januar 2019 (Mi.)                                                         | Staffel (4 × 7,5 km)                                                          | RusslandSaid Karimulla Chalili Ilnas Muchamedsianow Wadim Istamgulow Wassili Tomschin | DeutschlandJulian Hollandt Tim Grotian Philipp Lipowitz Danilo Riethmüller    | ItalienMichael Durand Patrick Braunhofer Cedric Christille Daniele Cappellari |
| 2. Februar 2019 (Sa.)                                                         | Sprint (10 km)                                                                | Vebjørn Sørum                                                                         | Said Karimulla Chalili                                                        | Sivert Guttorm Bakken                                                         |
| 3. Februar 2019 (So.)                                                         | Verfolgung (12,5 km)                                                          | Vebjørn Sørum                                                                         | Martin Bourgeois République                                                   | Sivert Guttorm Bakken                                                         |

| 3. IBU-Cup in Sjusjøen, 23. Februar–3. März 2019 | 3. IBU-Cup in Sjusjøen, 23. Februar–3. März 2019 | 3. IBU-Cup in Sjusjøen, 23. Februar–3. März 2019 | 3. IBU-Cup in Sjusjøen, 23. Februar–3. März 2019 | 3. IBU-Cup in Sjusjøen, 23. Februar–3. März 2019 |
| ------------------------------------------------ | ------------------------------------------------ | ------------------------------------------------ | ------------------------------------------------ | ------------------------------------------------ |
| Datum                                            | Disziplin                                        | Erster Platz                                     | Zweiter Platz                                    | Dritter Platz                                    |
| 1. März 2019 (Fr.)                               | Sprint (10 km)                                   | Alex Cisar                                       | Andrei Wjuchin                                   | Nico Salutt                                      |
| 2. März 2019 (Sa.)                               | Sprint (10 km)                                   | Tim Grotian                                      | Tommaso Giacomel                                 | Filip Andersen                                   |

| 4. Offene Junioren-Europameisterschaften in Sjusjøen, 4–10. März 2019 | 4. Offene Junioren-Europameisterschaften in Sjusjøen, 4–10. März 2019 | 4. Offene Junioren-Europameisterschaften in Sjusjøen, 4–10. März 2019 | 4. Offene Junioren-Europameisterschaften in Sjusjøen, 4–10. März 2019 | 4. Offene Junioren-Europameisterschaften in Sjusjøen, 4–10. März 2019 |
| --------------------------------------------------------------------- | --------------------------------------------------------------------- | --------------------------------------------------------------------- | --------------------------------------------------------------------- | --------------------------------------------------------------------- |
| Datum                                                                 | Disziplin                                                             | Erster Platz                                                          | Zweiter Platz                                                         | Dritter Platz                                                         |
| 6. März 2019 (Mi.)                                                    | Einzel (15 km)                                                        | Tim Grotian                                                           | Vebjørn Sørum                                                         | Alex Cisar                                                            |
| 9. März 2019 (Sa.)                                                    | Sprint (10 km)                                                        | Sivert Guttorm Bakken                                                 | Tim Grotian                                                           | Tommaso Giacomel                                                      |
| 10. März 2019 (So.)                                                   | Verfolgung (12,5 km)                                                  | Julian Hollandt                                                       | Sivert Guttorm Bakken                                                 | Tim Grotian                                                           |

### Pokalwertungen Junioren
| Endstand nach 12 Rennen (Top 10) |                             |        |       |
| \| Rang \| Name \| Punkte \| Siege \| \| ---- \| --------------------------- \| ------ \| ----- \| \| 01 \| Tim Grotian \| 428 \| 2 \| \| 02 \| Sebastian Stalder \| 370 \| 1 \| \| 03 \| Said Karimulla Chalili \| 354 \| 1 \| \| 04 \| Martin Bourgeois République \| 316 \| 1 \| \| 05 \| Alex Cisar \| 304 \| 1 \| \| 06 \| Julian Hollandt \| 288 \| 1 \| \| 07 \| Sivert Guttorm Bakken \| 253 \| 1 \| \| 08 \| Vebjørn Sørum \| 236 \| 2 \| \| 09 \| Bohdan Zymbal \| 231 \| 0 \| \| 10 \| Mikuláš Karlík \| 218 \| 0 \| |                             |        |       |
| Rang | Name                        | Punkte | Siege |
| 01 | Tim Grotian                 | 428    | 2     |
| 02 | Sebastian Stalder           | 370    | 1     |
| 03 | Said Karimulla Chalili      | 354    | 1     |
| 04 | Martin Bourgeois République | 316    | 1     |
| 05 | Alex Cisar                  | 304    | 1     |
| 06 | Julian Hollandt             | 288    | 1     |
| 07 | Sivert Guttorm Bakken       | 253    | 1     |
| 08 | Vebjørn Sørum               | 236    | 2     |
| 09 | Bohdan Zymbal               | 231    | 0     |
| 10 | Mikuláš Karlík              | 218    | 0     |

| Rang | Name                        | Punkte | Siege |
| ---- | --------------------------- | ------ | ----- |
| 01   | Tim Grotian                 | 205    | 1     |
| 02   | Sebastian Stalder           | 190    | 1     |
| 03   | Alex Cisar                  | 167    | 1     |
| 04   | Said Karimulla Chalili      | 162    | 0     |
| 05   | Bohdan Zymbal               | 139    | 0     |
| 06   | Julian Hollandt             | 133    | 0     |
| 07   | Mikuláš Karlík              | 119    | 0     |
| 08   | Andrei Wjuchin              | 116    | 0     |
| 09   | Martin Bourgeois République | 114    | 0     |
| 10   | Wladislaw Kirejew           | 111    | 0     |

| Rang | Name                        | Punkte | Siege |
| ---- | --------------------------- | ------ | ----- |
| 01   | Said Karimulla Chalili      | 134    | 1     |
| 02   | Tim Grotian                 | 131    | 0     |
| 03   | Julian Hollandt             | 112    | 1     |
| 04   | Sivert Guttorm Bakken       | 102    | 0     |
| 05   | Sebastian Stalder           | 100    | 0     |
| 06   | Martin Bourgeois République | 094    | 0     |
| 07   | Magnus Oberhauser           | 090    | 0     |
| 08   | Vebjørn Sørum               | 084    | 1     |
| 09   | Jaakko Ranta                | 072    | 0     |
| 10   | Bohdan Zymbal               | 070    | 0     |

| Rang | Name                        | Punkte | Siege |
| ---- | --------------------------- | ------ | ----- |
| 01   | Sebastian Stalder           | 123    | 0     |
| 02   | Tim Grotian                 | 117    | 1     |
| 03   | Martin Bourgeois République | 108    | 1     |
| 04   | Patrick Braunhofer          | 094    | 1     |
| 05   | Mikita Labastau             | 090    | 0     |
| 06   | Alex Cisar                  | 086    | 0     |
| 07   | Nico Salutt                 | 072    | 0     |
| 08   | Fredrik Grusd               | 071    | 0     |
| 09   | Said Karimulla Chalili      | 058    | 0     |
| 10   | Tuukka Invenius             | 057    | 0     |

| Endstand nach 14 Rennen (Top 10) |             |        |       |
| \| Rang \| Nation \| Punkte \| Siege \| \| ---- \| ----------- \| ------ \| ----- \| \| 01 \| Deutschland \| 3992 \| 2 \| \| 02 \| Russland \| 3752 \| 4 \| \| 03 \| Italien \| 3654 \| 1 \| \| 04 \| Frankreich \| 3591 \| 2 \| \| 05 \| Tschechien \| 3472 \| 0 \| \| 06 \| Slowenien \| 3373 \| 2 \| \| 07 \| Ukraine \| 3265 \| 0 \| \| 08 \| Norwegen \| 3188 \| 2 \| \| 09 \| Schweiz \| 3176 \| 1 \| \| 10 \| Finnland \| 2989 \| 0 \| |             |        |       |
| Rang | Nation      | Punkte | Siege |
| 01 | Deutschland | 3992   | 2     |
| 02 | Russland    | 3752   | 4     |
| 03 | Italien     | 3654   | 1     |
| 04 | Frankreich  | 3591   | 2     |
| 05 | Tschechien  | 3472   | 0     |
| 06 | Slowenien   | 3373   | 2     |
| 07 | Ukraine     | 3265   | 0     |
| 08 | Norwegen    | 3188   | 2     |
| 09 | Schweiz     | 3176   | 1     |
| 10 | Finnland    | 2989   | 0     |

## Mixed
| 2. IBU-Cup in Les Rousses, 17.–22. Dezember 2018 | 2. IBU-Cup in Les Rousses, 17.–22. Dezember 2018 | 2. IBU-Cup in Les Rousses, 17.–22. Dezember 2018                      | 2. IBU-Cup in Les Rousses, 17.–22. Dezember 2018                             | 2. IBU-Cup in Les Rousses, 17.–22. Dezember 2018                            |
| ------------------------------------------------ | ------------------------------------------------ | --------------------------------------------------------------------- | ---------------------------------------------------------------------------- | --------------------------------------------------------------------------- |
| Datum                                            | Disziplin                                        | Erster Platz                                                          | Zweiter Platz                                                                | Dritter Platz                                                               |
| 19. Dezember 2018 (Mi.)                          | Single-Mixed-Staffel (4 × 3 km + 1,5 km) (M-W)   | SlowenienAlex Cisar Nika Vindišar                                     | FrankreichMartin Bourgeois République Camille Bened                          | PolenWojciech Filip Magda Piczura                                           |
| 19. Dezember 2018 (Mi.)                          | Mixed-Staffel (2 × 7,5 km + 2 × 6 km) (M-W)      | FrankreichSébastien Mahon Pierre Monney Gilonne Guigonnat Paula Botet | DeutschlandMax Barchewitz Tim Grotian Hanna-Michéle Hermann Juliane Frühwirt | PolenPrzemysław Pancerz Wojciech Skorusa Natalia Tomaszewska Joanna Jakieła |

| 4. Offene Junioreneuropameisterschaften in Sjusjøen, 4.–10. März 2019 | 4. Offene Junioreneuropameisterschaften in Sjusjøen, 4.–10. März 2019 | 4. Offene Junioreneuropameisterschaften in Sjusjøen, 4.–10. März 2019                    | 4. Offene Junioreneuropameisterschaften in Sjusjøen, 4.–10. März 2019         | 4. Offene Junioreneuropameisterschaften in Sjusjøen, 4.–10. März 2019  |
| --------------------------------------------------------------------- | --------------------------------------------------------------------- | ---------------------------------------------------------------------------------------- | ----------------------------------------------------------------------------- | ---------------------------------------------------------------------- |
| Datum                                                                 | Disziplin                                                             | Erster Platz                                                                             | Zweiter Platz                                                                 | Dritter Platz                                                          |
| 7. März 2019 (Do.)                                                    | Single-Mixed-Staffel (4 × 3 km + 1,5 km) (W-M)                        | RusslandKsenija Dowgaja Igor Malinowski                                                  | SchweizAmy Baserga Sebastian Stalder                                          | SchwedenAmanda Lundström Henning Sjökvist                              |
| 7. März 2019 (Do.)                                                    | Mixed-Staffel (2 × 6 km + 2 × 7,5 km) (W-M)                           | RusslandAnastassija Gorejewa Alina Klewtzowa Aleksandr Bektuganow Said Karimulla Chalili | NorwegenHilde Fosse Randi Sollid Nordvang Vebjørn Sørum Sivert Guttorm Bakken | DeutschlandHanna Kebinger Juliane Frühwirt Tim Grotian Julian Hollandt |

| Endstand nach 6 Rennen (Top 10) |             |        |       |
| \| Rang \| Nation \| Punkte \| Siege \| \| ---- \| ----------- \| ------ \| ----- \| \| 01 \| Deutschland \| 296 \| 0 \| \| 02 \| Russland \| 294 \| 3 \| \| 03 \| Frankreich \| 288 \| 2 \| \| 04 \| Italien \| 235 \| 0 \| \| 05 \| Polen \| 217 \| 0 \| \| 06 \| Slowenien \| 216 \| 1 \| \| 07 \| Tschechien \| 213 \| 0 \| \| 08 \| Ukraine \| 193 \| 0 \| \| 09 \| Österreich \| 190 \| 0 \| \| 10 \| Schweiz \| 181 \| 0 \| |             |        |       |
| Rang | Nation      | Punkte | Siege |
| 01 | Deutschland | 296    | 0     |
| 02 | Russland    | 294    | 3     |
| 03 | Frankreich  | 288    | 2     |
| 04 | Italien     | 235    | 0     |
| 05 | Polen       | 217    | 0     |
| 06 | Slowenien   | 216    | 1     |
| 07 | Tschechien  | 213    | 0     |
| 08 | Ukraine     | 193    | 0     |
| 09 | Österreich  | 190    | 0     |
| 10 | Schweiz     | 181    | 0     |